# Liste der Fließgewässer im Flusssystem Wiesent (Regnitz)

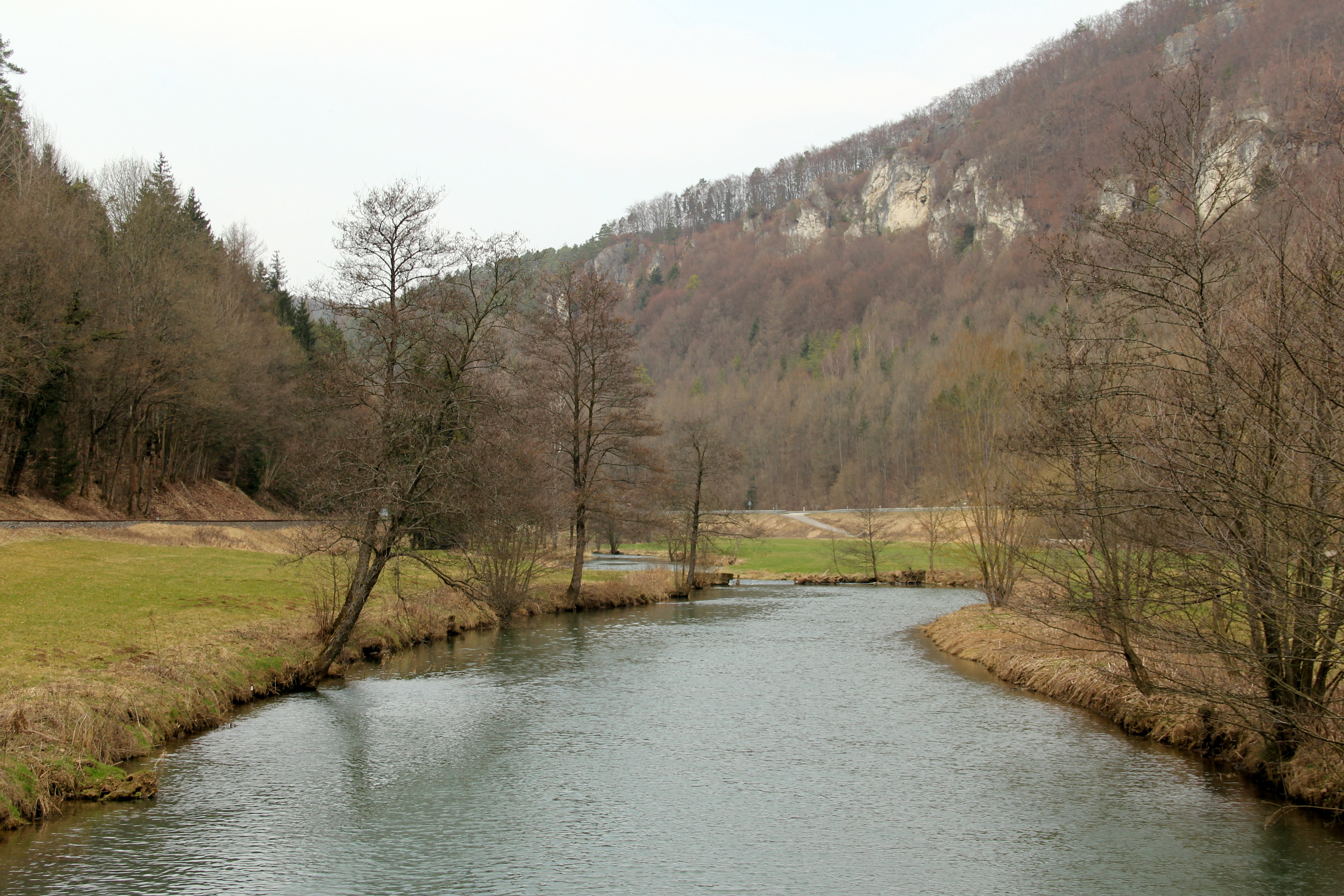
Die Wiesent bei Muggendorf

Die Liste der Fließgewässer im Flusssystem Wiesent umfasst alle direkten und indirekten Zuflüsse der Wiesent, soweit sie namentlich auf der Topographischen Karte 1:10000 Bayern Nord (DK 10) oder im Kartenservicesystem des Bayerischen Landesamtes für Umwelt (LfU) aufgeführt sind. Namenlose Zuläufe und Abzweigungen werden nicht berücksichtigt. Wenn sich nach dem Zusammenfluss zweier Gewässerabschnitte der Gewässername ändert, werden die beiden Zuflüsse als Quellzuflüsse separat angeführt, ansonsten erscheint der Teilbereichsname in Klammern. Die Längenangaben werden auf eine Nachkommastelle gerundet. Die Fließgewässer werden jeweils flussabwärts aufgeführt. Die orografische Richtungsangabe bezieht sich auf das direkt übergeordnete Gewässer. Teilflusssysteme mit mehr als 20 Fließgewässern sind in eine eigene Liste ausgelagert (→).

## Wiesent
Die Wiesent ist ein 78 km langer rechter Zufluss der Regnitz in Oberfranken.

## Zuflüsse

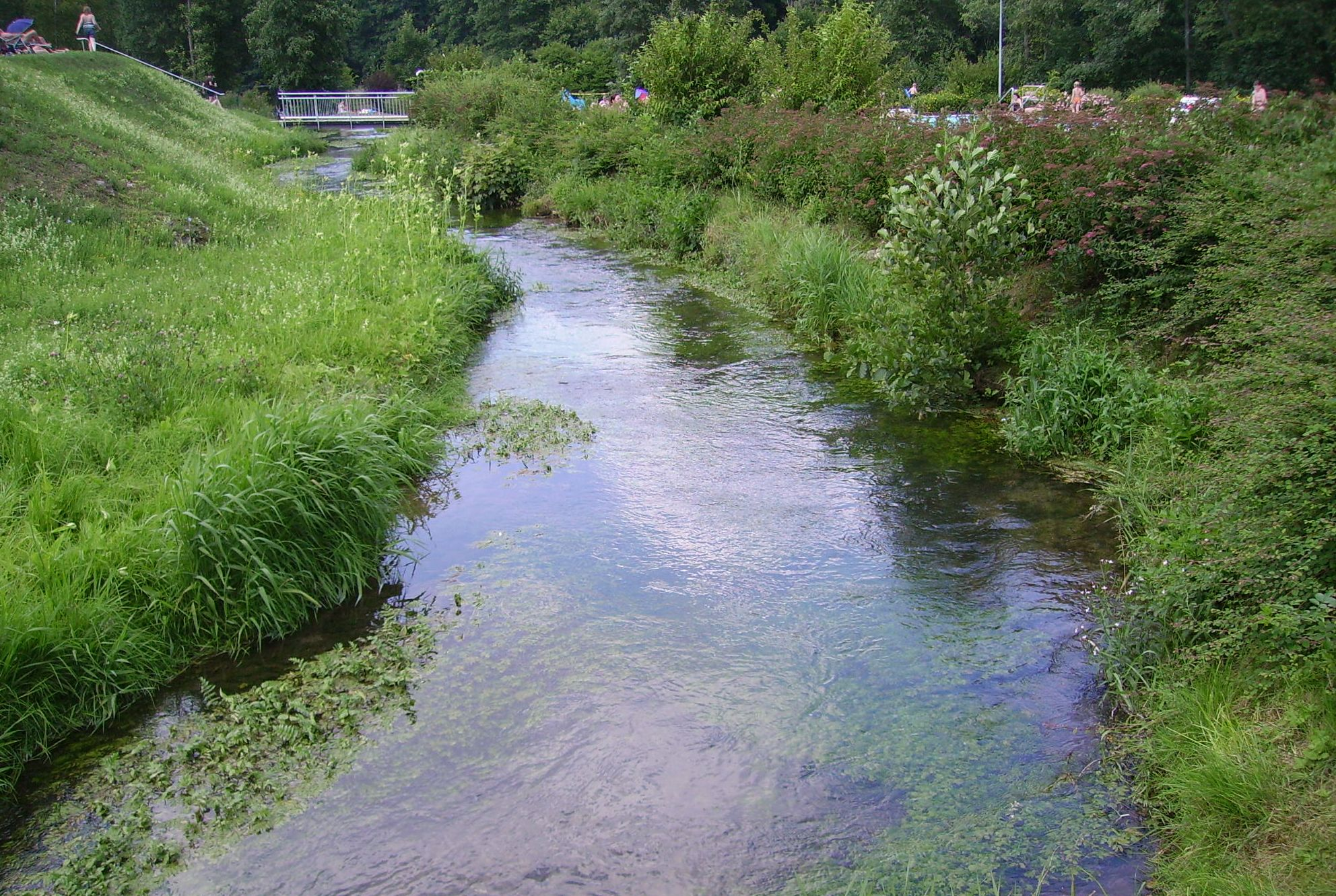
Kainach

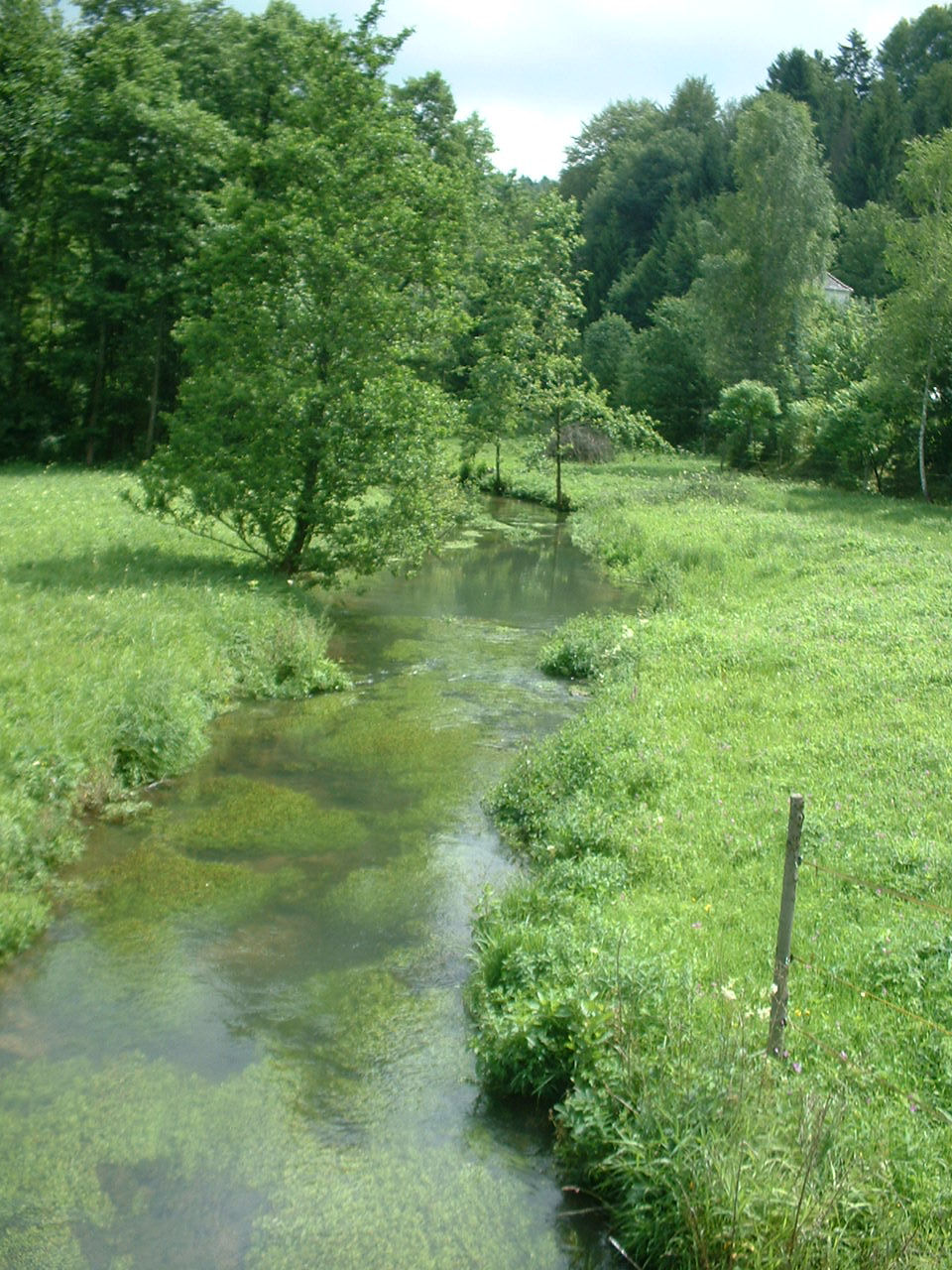
Aufseß

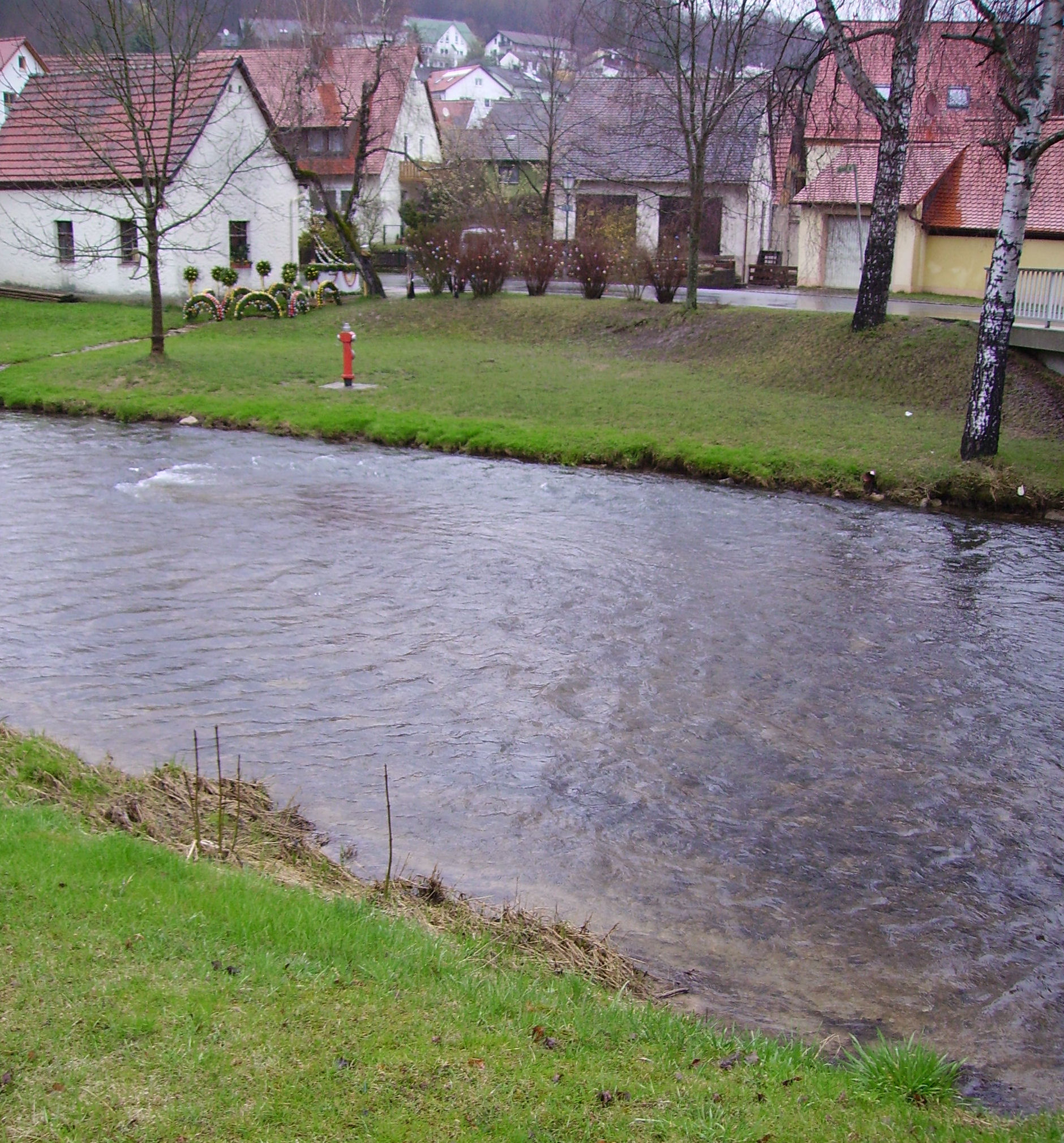
Leinleiter

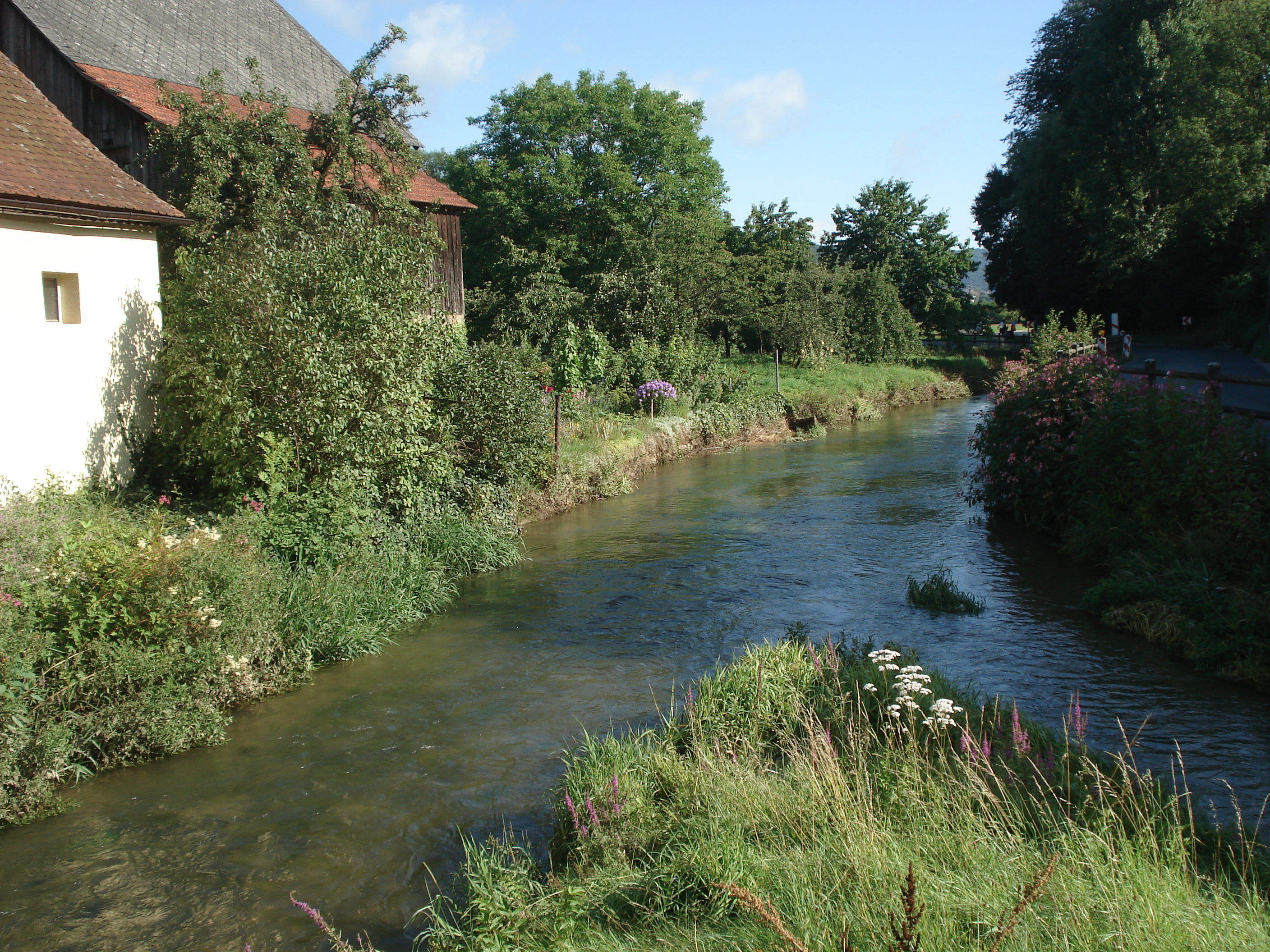
Trubach

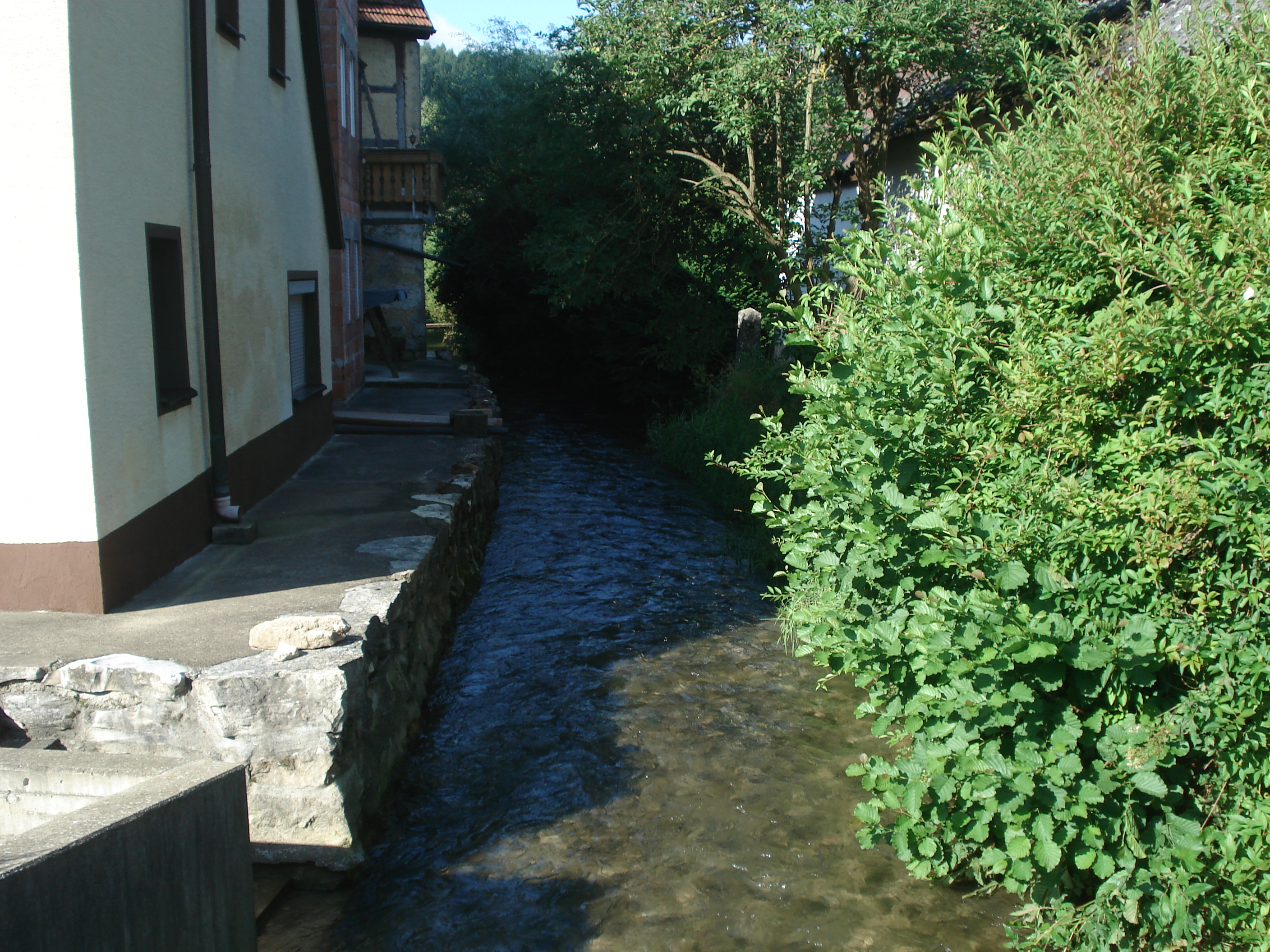
Thosbach

Direkte und indirekte Zuflüsse der Wiesent:
 Wiesentquelle (445 m ü. NN)
- Kainach (links), 4,0 km (mit Schwalbach 11,8 km), 60,47 km²
  - Kaiserbach (rechter Quellbach[A 1]), ca. 4,2 km und ca. 22,6 km²
  - Schwalbach (linker Quellbach[A 2]), 7,8 km und ca. 29,3 km²
- Truppach (links), 6,7 km (mit Weides 18,9 km), 106,02 km²
  - Seitenbach (rechter Quellbach), 6,2 km[1], 16,90 km²
    - Feilbrunnenbach (rechts), 1,6 km[1]
      - Schwarzer Bach (rechts), 1,3 km[1]

    - Eschenbach (rechts)

  - Weides (Kreckmühlbach[A 3]) (linker Quellbach), (mit Kaltenbrunnen 10,9 km), 25,61 km²
    - Kaltenbrunnen (rechter Quellbach)
      - Lenzbrunnen (links)

    - Mühlgraben (Krebsbach[A 3]) (linker Quellbach)
      - Poppenwiesengraben (links)

    - Kaupersbach (links)

  - Ehrlichbach (Busbach[A 3]) (rechts)
    - Distelbach (rechts)

  - Leimbach (links)
    - Tellerbach (links)

  - Lochau (rechts)
    - Buchgraben (rechts)
    - Bach aus dem Weihersbrunnen (rechts)
    - Erbach (rechts)
- Schmierbach (links)
- Zeubach (links), 9,1 km
- Aufseß (rechts), 29,8 km
- Püttlach (links), 28,2 km → Flusssystem
- Bach aus der Stempfermühlquelle (links)
- Güßgraben (rechts)
- Bach aus der Muschelquelle (rechts)
- Wedenbach (rechts)
- Ramstertalbach (links)
- Leinleiter (rechts), 16 km
  - Feuerbach (rechts)
  - Retschgraben (rechts)
  - Plessenbach (rechts)
  - Neumühlbach (links)
  - Schulmühlbach (links)
  - Mathelbach (links)
  - Dürrbach (rechts)
- Breitenbach (rechts)
- Neuseser Bach (Krebsbach[A 3]) (rechts)
  - Düllbach (links)
    - Hockgraben (rechts)
- Trubach (links)
  - Großenoher Bach (links)
  - Wasserwiesenbach (links)
    - Hohenschwärzer Graben (rechts)

  - Arlesbrunnen (links)
  - Affterbach (rechts)
  - Apfelbach (rechts)
  - Thosbach (Thosmühlbach[A 3]) (rechts)
    - Altenthalbach (links)

  - Weißenbachgraben (rechts)
  - Hetzelsdorfer Bach (links)
- Ehrenbach (links)
  - Herrgottsgraben (rechter Quellbach)
  - Haidgraben (linker Quellbach)
  - Moritzbach (rechts)
    - Seebach (rechts)

  - Eschenbach (rechts)
- Weilersbach (rechts)
- Gaubach (links)
- Hammersbach (rechts)
- Trubbach (links)
  - Schwedengraben (rechts) (linker Wiesent-Abzweig)
  - Hirtenbach (links)
    - Troppbach (rechter Oberlauf)
      - Hutgraben (rechts)

    - Reithgraben (linker Oberlauf)
      - Laschbach (rechts)
        - (Abfluss des Goldbrunnens) (links)
        - Griesbach (links)

      - Gaißbach (links)

    - Steingraben (rechts)
    - Waillenbach (links)
    - Binsenbach (rechts)
    - Herresbach (links)